# Ammophila nearctica
Ammophila nearctica är en biart som beskrevs av Kohl 1889. Ammophila nearctica ingår i släktet Ammophila och familjen grävsteklar. Inga underarter finns listade i Catalogue of Life.